# Titularbistum Tabaicara
Tabaicara ist ein Titularbistum der römisch-katholischen Kirche.
Es geht zurück auf ein früheres Bistum der gleichnamigen antiken Stadt in der römischen Provinz Mauretania Caesariensis, bzw. in der Spätantike Mauretania Sitifensis im heutigen nördlichen Algerien.
| Titularbischöfe von Tabaicara |                              |                                                       |                   |                    |
| Nr.                           | Name                         | Amt                                                   | von               | bis                |
| 1                             | James Edward Kearney         | emeritierter Bischof von Rochester (USA)              | 21. Oktober 1966  | 18. Januar 1971    |
| 2                             | Valerijans Zondaks           | Weihbischof in Riga und in Liepāja (Lettland)         | 28. Oktober 1972  | 27. September 1986 |
| 3                             | Juozas Žemaitis MIC          | Apostolischer Administrator von Vilkaviškis (Litauen) | 10. März 1989     | 24. Dezember 1991  |
| 4                             | Leonardo Mario Bernacchi OFM | Apostolischer Vikar von Cuevo (Bolivien)              | 17. November 1993 | 10. April 2012     |
| 5                             | Iossif Staneuski             | Weihbischof in Hrodna (Belarus)                       | 29. November 2013 | 14. September 2021 |
| 6                             | Marcelo Antônio da Silva     | Weihbischof in Santo Amaro (Brasilien)                | 15. Februar 2023  |                    |